# Cal Heeter
Calvin "Cal" Heeter, född 2 november 1988, är en amerikansk professionell ishockeymålvakt som tillhör NHL-organisationen Philadelphia Flyers och spelar för Adirondack Phantoms i AHL. Han har tidigare spelat på lägre nivåer för Trenton Titans i ECHL och Ohio State Buckeyes i NCAA.
Heeter blev aldrig draftad av någon NHL-organisation.

## Statistik
M = Matcher, V = Vinster, F = Förluster, O = Oavgjorda, ÖF = Förluster på övertid eller straffar, MIN = Spelade minuter, IM = Insläppta Mål, N = Hållit nollan, GIM = Genomsnitt insläppta mål per match, R% = Räddningsprocent

### Grundserie
| Källa: Uppdaterad: 2014-04-21 | Källa: Uppdaterad: 2014-04-21 | Källa: Uppdaterad: 2014-04-21 | Källa: Uppdaterad: 2014-04-21 | Källa: Uppdaterad: 2014-04-21 | Källa: Uppdaterad: 2014-04-21 | Källa: Uppdaterad: 2014-04-21 | Källa: Uppdaterad: 2014-04-21 | Källa: Uppdaterad: 2014-04-21 | Källa: Uppdaterad: 2014-04-21 | Källa: Uppdaterad: 2014-04-21 | Källa: Uppdaterad: 2014-04-21 | Källa: Uppdaterad: 2014-04-21 |  |
| Säsong                        | Lag                           | Liga                          | M                             | V                             | F                             | O                             | ÖF                            | MIN                           | IM                            | N                             | GIM                           | R%                            |  |
| ----------------------------- | ----------------------------- | ----------------------------- | ----------------------------- | ----------------------------- | ----------------------------- | ----------------------------- | ----------------------------- | ----------------------------- | ----------------------------- | ----------------------------- | ----------------------------- | ----------------------------- |  |
| 2006–2007                     | Wichita Falls Wildcats        | NAHL                          | 31                            | 13                            | 13                            | 3                             | —                             | 1828                          | 96                            | 1                             | 3.15                          | .896                          |  |
| 2007–2008                     | St. Louis Bandits             | NAHL                          | 34                            | 25                            | 6                             | 1                             | —                             | 1972                          | 80                            | 2                             | 2.43                          | .917                          |  |
| 2008–2009                     | Ohio State Buckeyes           | NCAA                          | 5                             | 2                             | 1                             | 0                             | —                             | 200                           | 11                            | 0                             | 3.29                          | .898                          |  |
| 2009–2010                     | Ohio State Buckeyes           | NCAA                          | 20                            | 9                             | 6                             | 2                             | —                             | 1108                          | 59                            | 1                             | 3.19                          | .897                          |  |
| 2010–2011                     | Ohio State Buckeyes           | NCAA                          | 37                            | 15                            | 18                            | 4                             | —                             | 2191                          | 84                            | 2                             | 2.30                          | .923                          |  |
| 2011–2012                     | Ohio State Buckeyes           | NCAA                          | 32                            | 13                            | 11                            | 5                             | —                             | 1760                          | 72                            | 2                             | 2.45                          | .918                          |  |
| 2012–2013                     | Adirondack Phantoms           | AHL                           | 32                            | 12                            | 16                            | 3                             | —                             | 1811                          | 88                            | 0                             | 2.92                          | .908                          |  |
|                               | Trenton Titans                | ECHL                          | 8                             | 3                             | 3                             | 0                             | —                             | 453                           | 24                            | 0                             | 3.18                          | .900                          |  |
| 2013–2014                     | Philadelphia Flyers           | NHL                           | 1                             | 0                             | 0                             | —                             | 1                             | 64                            | 5                             | 0                             | 4.69                          | .868                          |  |
|                               | Adirondack Phantoms           | AHL                           | 44                            | 16                            | 25                            | 2                             | —                             | 2465                          | 109                           | 4                             | 2.65                          | .912                          |  |
| NHL totalt                    | NHL totalt                    | NHL totalt                    | 1                             | 0                             | 0                             | —                             | 1                             | 64                            | 5                             | 0                             | 4.69                          | .868                          |  |
| AHL totalt                    | AHL totalt                    | AHL totalt                    | 76                            | 28                            | 41                            | 5                             | —                             | 4276                          | 197                           | 4                             | 2.78                          | .910                          |  |
| ECHL totalt                   | ECHL totalt                   | ECHL totalt                   | 8                             | 3                             | 3                             | 0                             | —                             | 453                           | 24                            | 0                             | 3.18                          | .900                          |  |
| NCAA totalt                   | NCAA totalt                   | NCAA totalt                   | 94                            | 39                            | 36                            | 11                            | —                             | 5259                          | 226                           | 5                             | 2.80                          | .909                          |  |
| NAHL totalt                   | NAHL totalt                   | NAHL totalt                   | 65                            | 38                            | 19                            | 4                             | —                             | 3800                          | 176                           | 3                             | 2.79                          | .906                          |  |